# Saint-Benoît-des-Ombres
Pour les articles homonymes, voir Saint-Benoît.
Saint-Benoît-des-Ombres est une commune française située dans le département de l'Eure, en région Normandie.

## Géographie

### Localisation
Saint-Benoît-des-Ombres est une commune du Nord-Ouest du département de l'Eure. Elle appartient à la région naturelle du Lieuvin.
| Saint-Georges-du-Vièvre | Saint-Grégoire-du-Vièvre | Saint-Grégoire-du-Vièvre |
| Saint-Georges-du-Vièvre | Saint-Benoît-des-Ombres  | Livet-sur-Authou         |
| Saint-Victor-d'Épine    | Saint-Victor-d'Épine     | Neuville-sur-Authou      |

### Hydrographie
La commune est située dans le bassin Seine-Normandie. Elle est drainée par le Dour de l'Arquerie, le fossé 01 de la commune de Saint-Georges-du-Vievre, le fossé 01 de la commune de Saint-Victor-D'Epine et le ruisseau de la Croix Blanche,,.

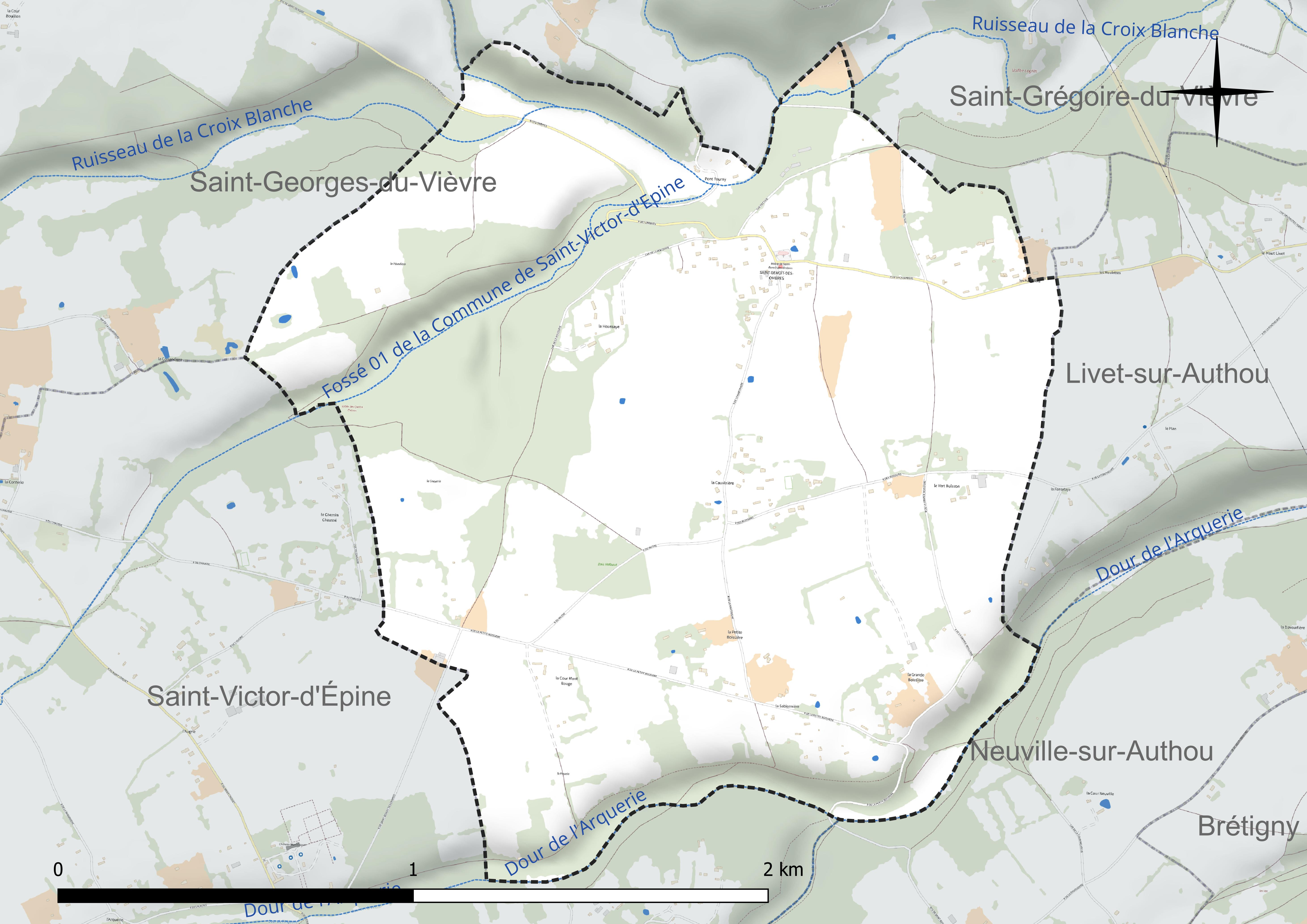
Réseau hydrographique de Saint-Benoît-des-Ombres.

### Climat
Pour des articles plus généraux, voir Climat de la Normandie et Climat de l'Eure.
En 2010, le climat de la commune est de type climat océanique dégradé des plaines du Centre et du Nord, selon une étude du CNRS s'appuyant sur une série de données couvrant la période 1971-2000. En 2020, Météo-France publie une typologie des climats de la France métropolitaine dans laquelle la commune est exposée à un climat océanique et est dans la région climatique  Côtes de la Manche orientale, caractérisée par un faible ensoleillement (1 550 h/an) ; forte humidité de l’air (plus de 20 h/jour avec humidité relative > 80 % en hiver), vents forts fréquents. Parallèlement le GIEC normand, un groupe régional d’experts sur le climat, différencie quant à lui, dans une étude de 2020, trois grands types de climats pour la région Normandie, nuancés à une échelle plus fine par les facteurs géographiques locaux. La commune est, selon ce zonage, exposée à un « climat contrasté des collines », correspondant au Pays d’Auge, Lieuvin et Roumois, moins directement soumis aux flux océaniques et connaissant toutefois des précipitations assez marquées en raison des reliefs collinaires qui favorisent leur formation.
Pour la période 1971-2000, la température annuelle moyenne est de 10,3 °C, avec  une amplitude thermique annuelle de 13,1 °C. Le cumul annuel moyen de précipitations est de 807 mm, avec 12,7 jours de précipitations en janvier et 8,7 jours en juillet. Pour la période 1991-2020, la température moyenne annuelle observée sur la station météorologique la plus proche, située sur la commune de Brionne à 8 km à vol d'oiseau, est de 11,5 °C et le cumul annuel moyen de précipitations est de 791,7 mm,. Pour l'avenir, les paramètres climatiques de la commune estimés pour 2050 selon différents scénarios d’émission de gaz à effet de serre sont consultables sur un site dédié publié par Météo-France en novembre 2022.

## Urbanisme

### Typologie
Au 1er janvier 2024, Saint-Benoît-des-Ombres est catégorisée commune rurale à habitat très dispersé, selon la nouvelle grille communale de densité à 7 niveaux définie par l'Insee en 2022.
Elle est située hors unité urbaine et hors attraction des villes,.

### Occupation des sols
L'occupation des sols de la commune, telle qu'elle ressort de la base de données européenne d’occupation biophysique des sols Corine Land Cover (CLC), est marquée par l'importance des territoires agricoles (74,9 % en 2018), une proportion identique à celle de 1990 (74,9 %). La répartition détaillée en 2018 est la suivante : 
terres arables (44,4 %), prairies (30,5 %), forêts (25,1 %). L'évolution de l’occupation des sols de la commune et de ses infrastructures peut être observée sur les différentes représentations cartographiques du territoire : la carte de Cassini (XVIIIe siècle), la carte d'état-major (1820-1866) et les cartes ou photos aériennes de l'IGN pour la période actuelle (1950 à aujourd'hui).

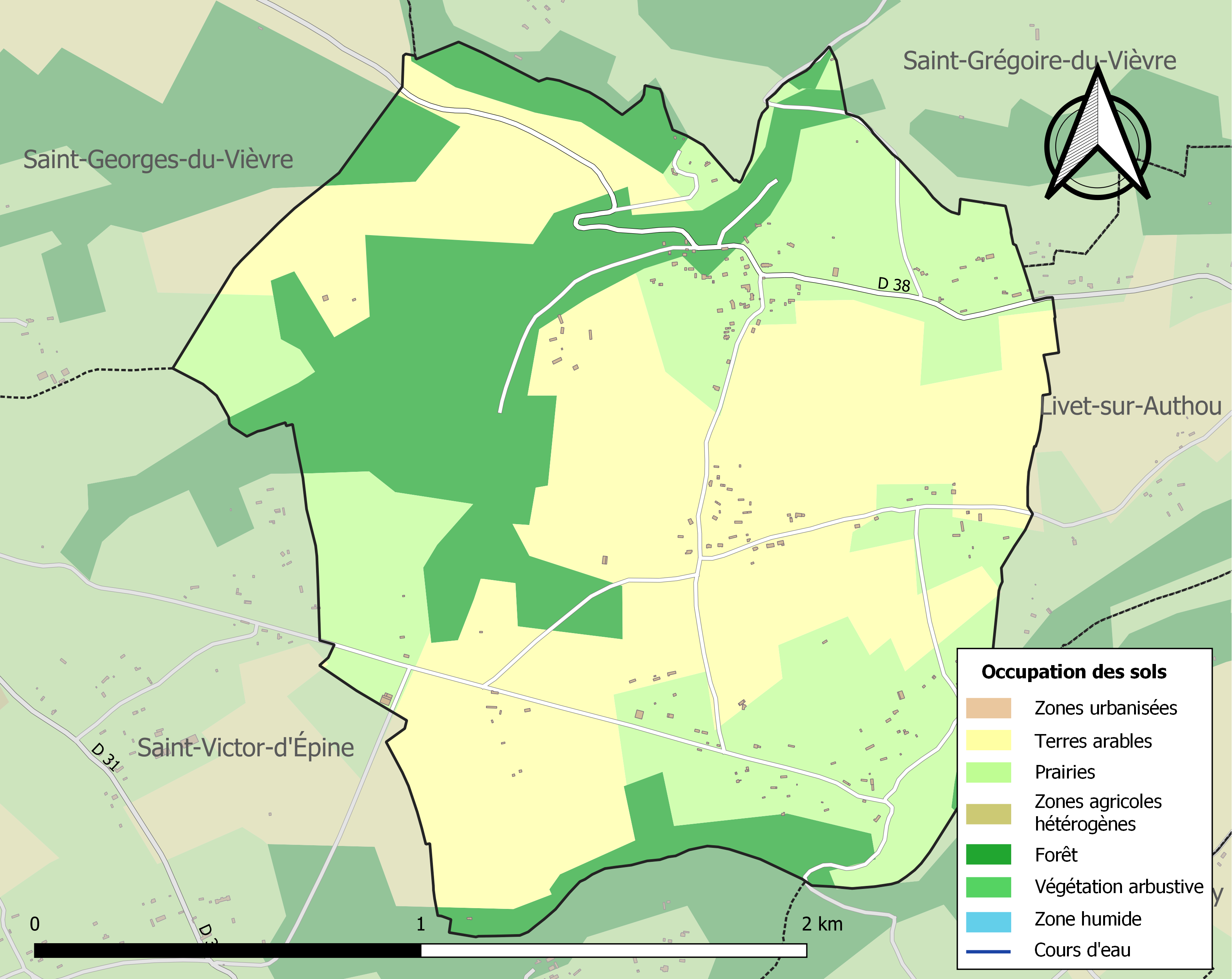
Carte des infrastructures et de l'occupation des sols de la commune en 2018 (CLC).

## Hydrographie
Le Ruisseau de la Croix Blanche est le principal cours d'eau qui traverse la commune.

## Toponymie
Le nom de la localité est attesté sous les formes Terra que Sanctus Benedictus vocatur in foresta Guevra dicitur fin du XIe siècle, Sanctus Benedictus de Umbris en 1258 (cartulaire de Préaux); Saint Benest des Umbres en 1485.
Saint-Benoît est un hagiotoponyme, la paroisse et l'église sont dédiées à Benoît de Nursie.
La commune de Saint-Benoît-des-Ombres doit sans doute son surnom à l’Ombrie, région italienne d’où est originaire Saint Benoît de Nursie à moins que ce ne soit à l’ombre des arbres de la forêt, disparue, du Vièvre. La plus ancienne citation précise qu'il s'agit d'un village créé dans l'ancienne forêt du Vièvre, le terme des-Ombres, attesté dès le XIIIe siècle, serait une évocation de cette forêt.
La forêt du Vièvre (Wewra, Wievre, au XIIe siècle) occupait la rive gauche de la Risle, entre Brionne, Lieurey et Pont-Audemer.

## Politique et administration

### Liste des maires
| Période                                  | Période  | Identité          | Étiquette | Qualité  |
| ---------------------------------------- | -------- | ----------------- | --------- | -------- |
| mars 2001                                | 2014     | Raymond Chevalier |           |          |
| mars 2014                                | En cours | James Duclos      | UMP-LR    | Retraité |
| Les données manquantes sont à compléter. |          |                   |           |          |

### Jumelage
Les quatorze communes de l’ancien canton de Saint-Georges-du-Vièvre sont jumelées avec :
- Slimbridge (Royaume-Uni)

## Démographie
L'évolution du nombre d'habitants est connue à travers les recensements de la population effectués dans la commune depuis 1793. Pour les communes de moins de 10 000 habitants, une enquête de recensement portant sur toute la population est réalisée tous les cinq ans, les populations de référence des années intermédiaires étant quant à elles estimées par interpolation ou extrapolation. Pour la commune, le premier recensement exhaustif entrant dans le cadre du nouveau dispositif a été réalisé en 2005.

En 2022, la commune comptait 142 habitants, en stagnation par rapport à 2016 (Eure : −0,25 %, France hors Mayotte : +2,11 %).
| 1793 | 1800 | 1806 | 1821 | 1831 | 1836 | 1841 | 1846 | 1851 |
| ---- | ---- | ---- | ---- | ---- | ---- | ---- | ---- | ---- |
| 309  | 293  | 290  | 291  | 275  | 256  | 246  | 307  | 239  |

| 1856 | 1861 | 1866 | 1872 | 1876 | 1881 | 1886 | 1891 | 1896 |
| ---- | ---- | ---- | ---- | ---- | ---- | ---- | ---- | ---- |
| 234  | 237  | 228  | 186  | 178  | 150  | 130  | 134  | 120  |

| 1901 | 1906 | 1911 | 1921 | 1926 | 1931 | 1936 | 1946 | 1954 |
| ---- | ---- | ---- | ---- | ---- | ---- | ---- | ---- | ---- |
| 118  | 97   | 69   | 72   | 74   | 88   | 74   | 58   | 81   |

| 1962 | 1968 | 1975 | 1982 | 1990 | 1999 | 2005 | 2006 | 2010 |
| ---- | ---- | ---- | ---- | ---- | ---- | ---- | ---- | ---- |
| 102  | 116  | 105  | 114  | 101  | 105  | 111  | 109  | 122  |

| 2015 | 2020 | 2022 | - | - | - | - | - | - |
| ---- | ---- | ---- | - | - | - | - | - | - |
| 137  | 141  | 142  | - | - | - | - | - | - |

## Culture locale et patrimoine

### Lieux et monuments
Saint-Benoît-des-Ombres compte un édifice inscrit au titre des monuments historiques :
- L'église paroissiale Saint-Benoît (XIIe, XVIe, XVIIIe, XIXe et XXe)  Inscrit MH (1974)[27]. Particularité de cette église : une statue en bois du XVIIIe représentant Saint-Benoît surmonte le porche. Elle mesure 1,60 m[28].

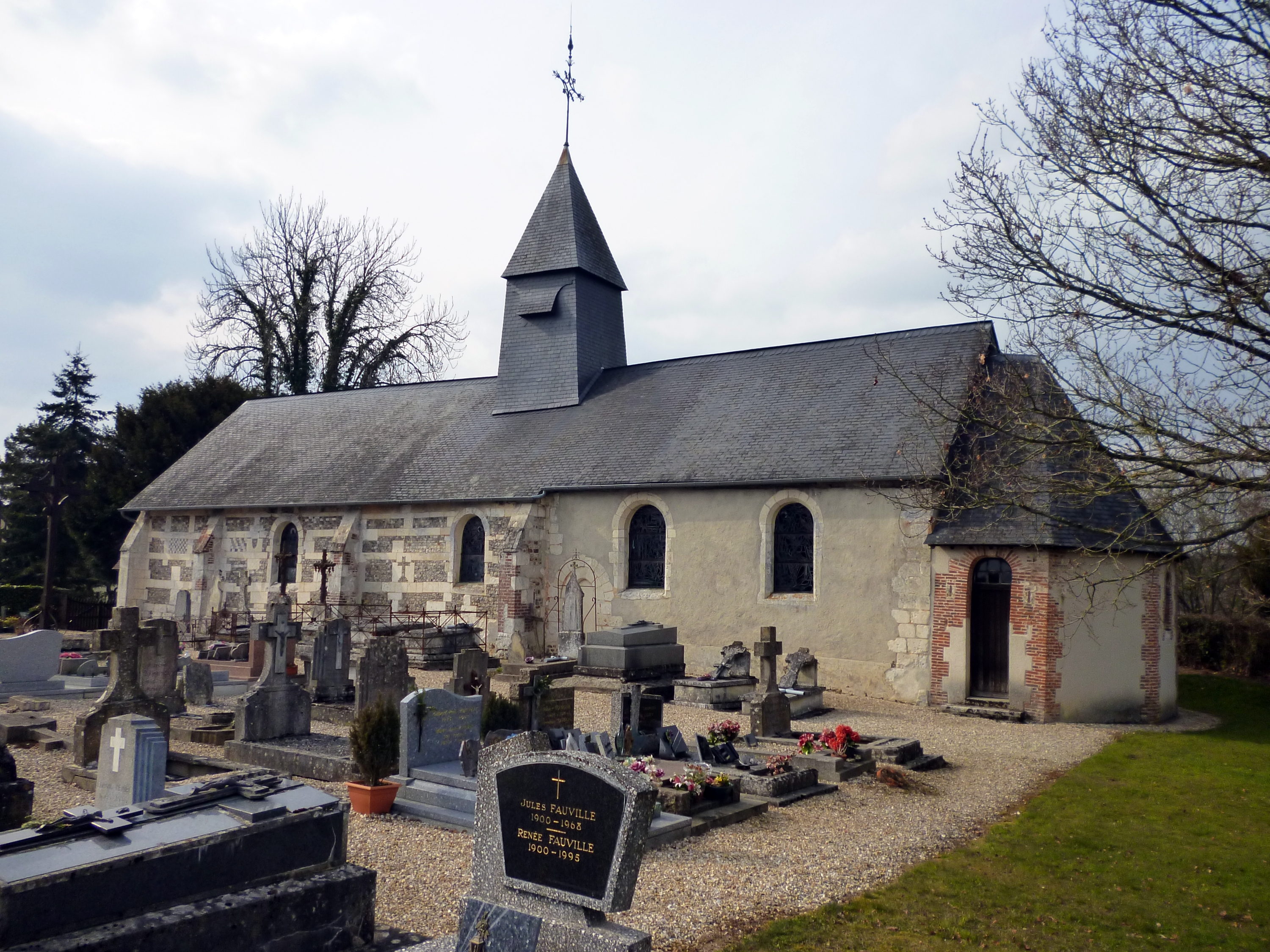
L'église.
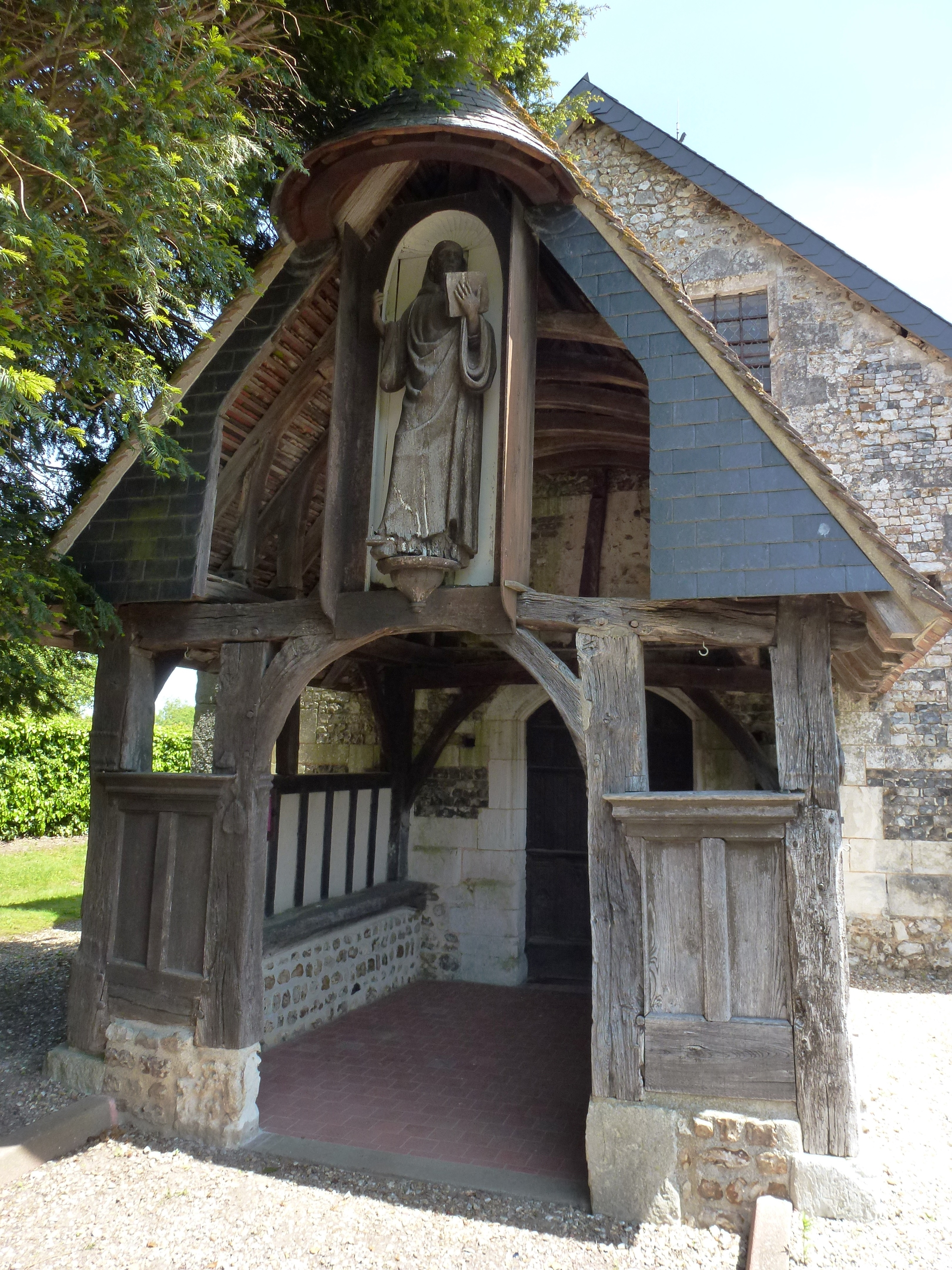
L'église - Le porche avec la statue de saint-Benoît.
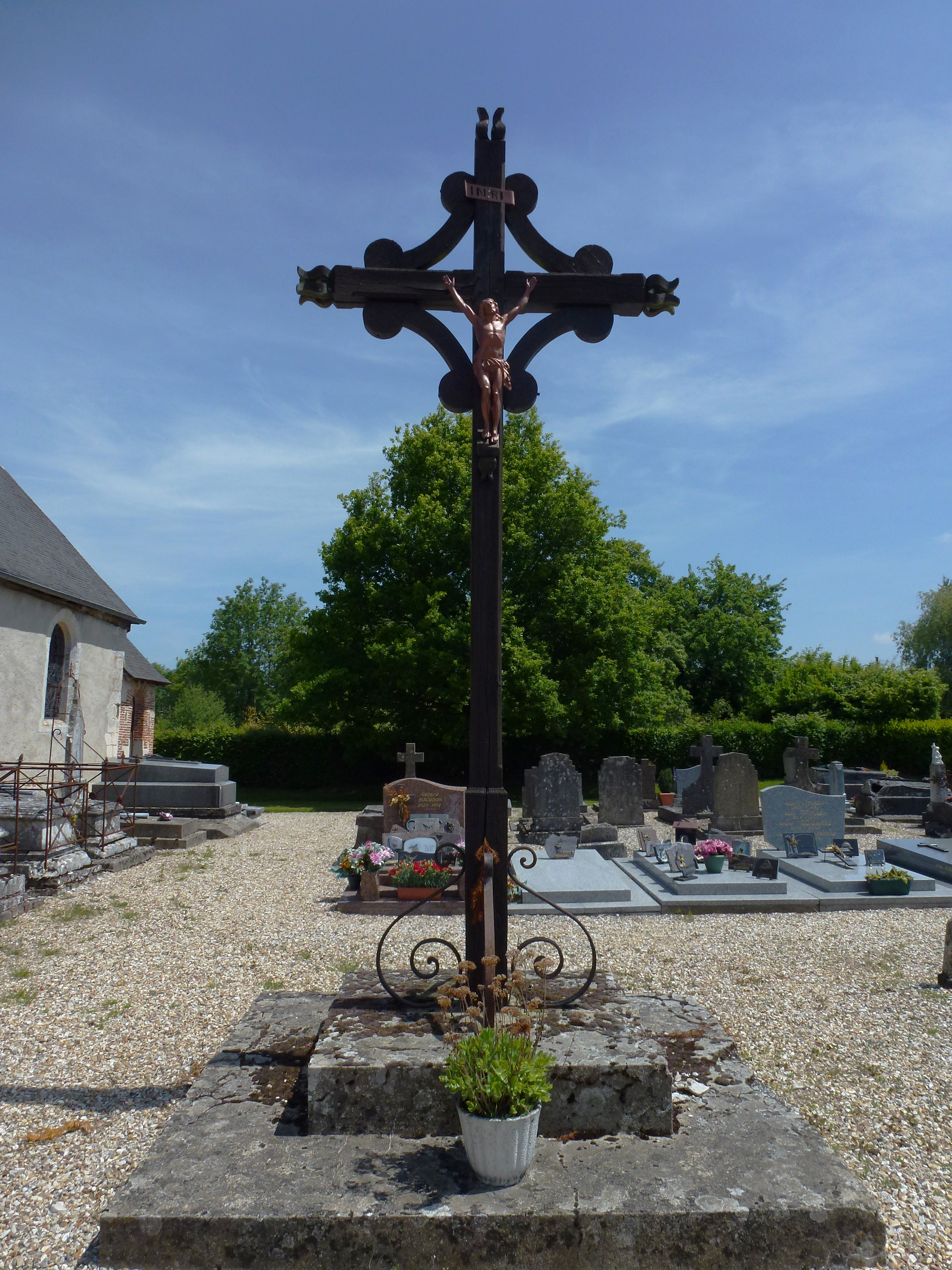
La croix de cimetière.
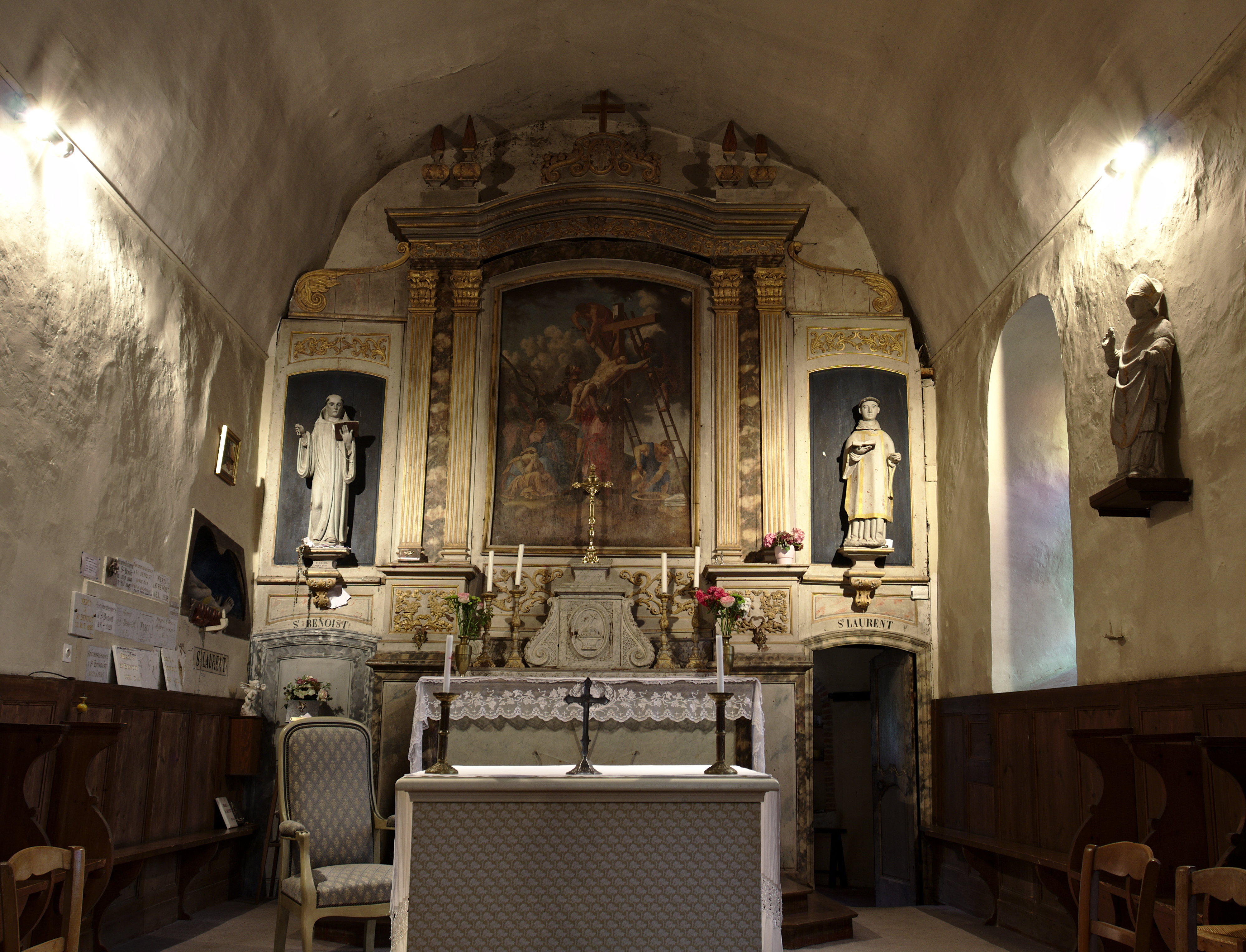
L'autel.
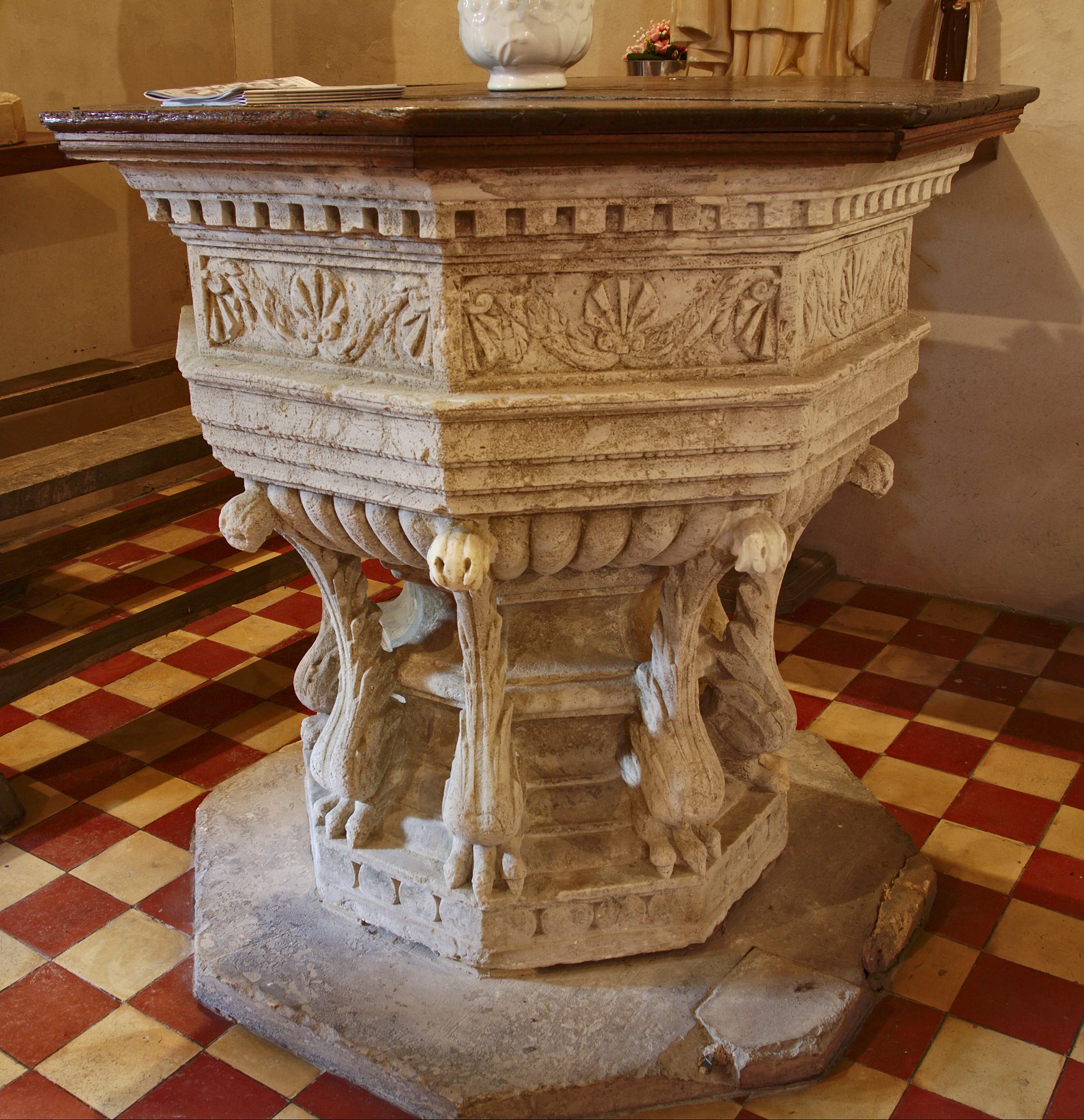
Le baptistère Saint-Benoît.
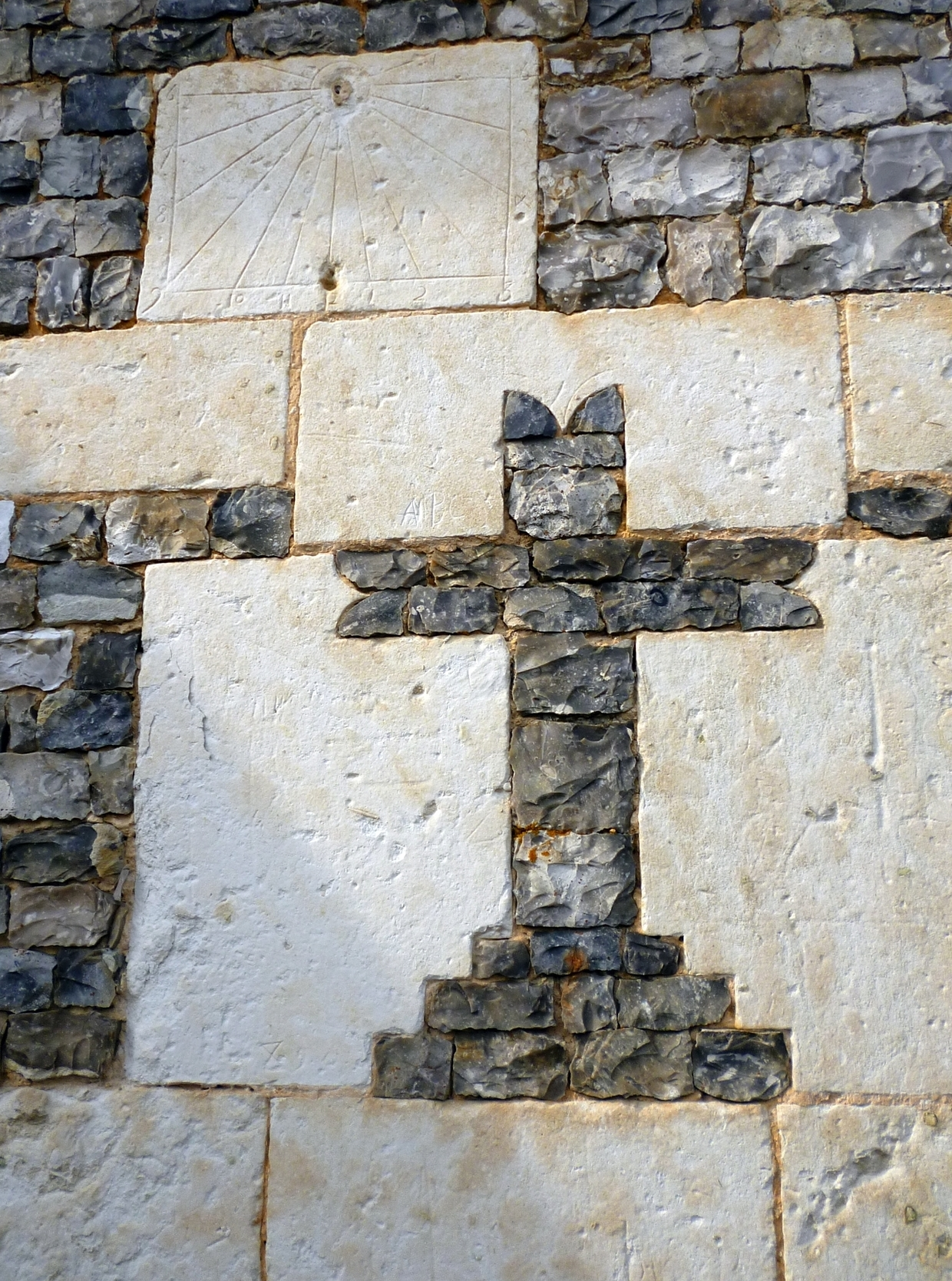
Detail du mur sud.

Par ailleurs, trois autres monuments sont inscrits à l'inventaire général du patrimoine culturel :
- la mairie (1905)[29] ;
- un manoir des XVIIe et XXe siècles au lieu-dit la Petite-Boissière[30] ;
- une ferme du XIXe au lieu-dit la Grande-Boissière[31].

### Patrimoine naturel

#### ZNIEFF de type 1
- Le bois de la vallée des quatre chênes[32]. Il s'agit d'un massif forestier dont l'épine dorsale correspond au rû de fond de vallon à sec en période d'étiage. Ce massif, qui s'étend également sur la commune de Saint-Victor-d'Épine, est constitué de plusieurs habitats naturels forestiers en interconnexion les uns avec les autres : la forêt mixte (feuillus et conifères) et la forêt de conifères, la chênaie acide à fougère aigle ainsi que quelques zones à lande à fougère, le bois de bouleau peu représenté, le taillis et le roncier. Les pentes fortes des versants abritent de nombreuses espèces telles que la Pipistrelle commune et la Sérotine commune.
- Le bois des champs Ramont et de l'Arquerie[33]. Il s'agit d'un massif forestier qui s'étend également sur les communes de Saint-Victor-d'Épine et la Neuville-sur-Authou. Il est constitué par deux vallons encaissés dont les rûs sont secs en période d'étiage, mais réceptionnent les ruissellements de l'eau en cas de fortes pluies. Cette zone est constituée de plusieurs habitats naturels forestiers en interconnexion les uns avec les autres : la chênaie acidiphile atlantique à Hêtre à strate herbacée, la frênaie en fond de vallon, la boulaie acide en haut de pente, la forêt mixte (feuillus et conifères) et la hêtraie à Houx localisées généralement sur les versants. De nombreux animaux forestiers trouvent refuge dans cette zone et dans les bois attenants. Du point de vue de la flore, deux espèces rares à très rares ont été vues en 2006 : Atrichum angustatum et Pleurozium schreberi.

#### ZNIEFF de type 2
- La vallée de la Risle de Brionne à Pont-Audemer, la forêt de Montfort[34].

#### Sites classés
- L'ensemble formé par l'église et son porche flanqué de la statue de Saint-Benoît, le cimetière entouré de sa haie et les deux ifs  Site classé (1932)[35] ;
- Les jardins et le parc du château de Launay  Site classé (1964)[36].